# Neosimnia avena
Neosimnia avena är en snäckart som först beskrevs av G. B. Sowerby II 1832.  Neosimnia avena ingår i släktet Neosimnia och familjen Ovulidae.

## Underarter
Arten delas in i följande underarter:
- N. a. avena
- N. a. ruthturnerae